# Аді (Казахстан)
Аді́ (каз. Әди) — село у складі Жарминського району Абайської області Казахстану. Входить до складу Каратобинського сільського округу.
Населення — 183 особи (2021; 337 у 2009, 477 у 1999, 700 у 1989).
Національний склад станом на 1989 рік:
- казахи — 100 %

До 1993 року село називалось Мариновка, до 2015 року — Билкилдак.